# 自然服務股份有限公司
自然服務股份有限公司（英語：NatureServe, Inc.）是一家总部位于美国弗吉尼亚州阿灵顿县的非营利组织，为私人和政府客户、合作组织和公众提供专有的野生动物保护相关数据、工具和服务。